# Parsettensite
La parsettensite è un minerale.

## Forma in cui si presenta in natura
In natura si può trovare sotto forma di masserelle rossastre nei massi manganesiferi.